# Callionymus sagitta
 Callionymus sagitta és una espècie de peix de la família dels cal·lionímids i de l'ordre dels cipriniformes que es troba des de la Península Aràbiga fins a les Filipines. També al delta del Mekong al Vietnam i, possiblement també, a Cambodja.